# In Your Honor
In Your Honor är Foo Fighters femte studioalbum, utgivet den 13 juni 2005. Det är ett dubbelalbum där skiva 1 består av tyngre rocklåtar medan skiva 2 utgörs av mildare akustiska låtar.

## Låtlista

### CD 1
1. "In Your Honor" – 3:50
2. "No Way Back" – 3:17
3. "Best of You" – 4:16
4. "DOA" – 4:12
5. "Hell" – 1:57
6. "The Last Song" – 3:19
7. "Free Me" – 4:39
8. "Resolve" – 4:49
9. "The Deepest Blues Are Black" – 3:58
10. "End Over End" – 5:56

### CD 2
1. "Still" – 5:13
2. "What If I Do?" – 5:02
3. "Miracle" – 3:29
4. "Another Round" – 4:25
5. "Friend of a Friend" – 3:13
6. "Over and Out" – 5:16
7. "On the Mend" – 4:31
8. "Virginia Moon" – 3:49
9. "Cold Day in the Sun" – 3:20
10. "Razor" – 4:53